# Coyomico
Coyomico är en ort i Mexiko.   Den ligger i kommunen Atzalan och delstaten Veracruz, i den sydöstra delen av landet, 210 km öster om huvudstaden Mexico City. Coyomico ligger 1 135 meter över havet och antalet invånare är 150.
Terrängen runt Coyomico är kuperad norrut, men söderut är den bergig. Runt Coyomico är det ganska tätbefolkat, med 129 invånare per kvadratkilometer. Närmaste större samhälle är Atzalan, 8,8 km sydväst om Coyomico. I omgivningarna runt Coyomico växer i huvudsak städsegrön lövskog.